# Mokry Schron

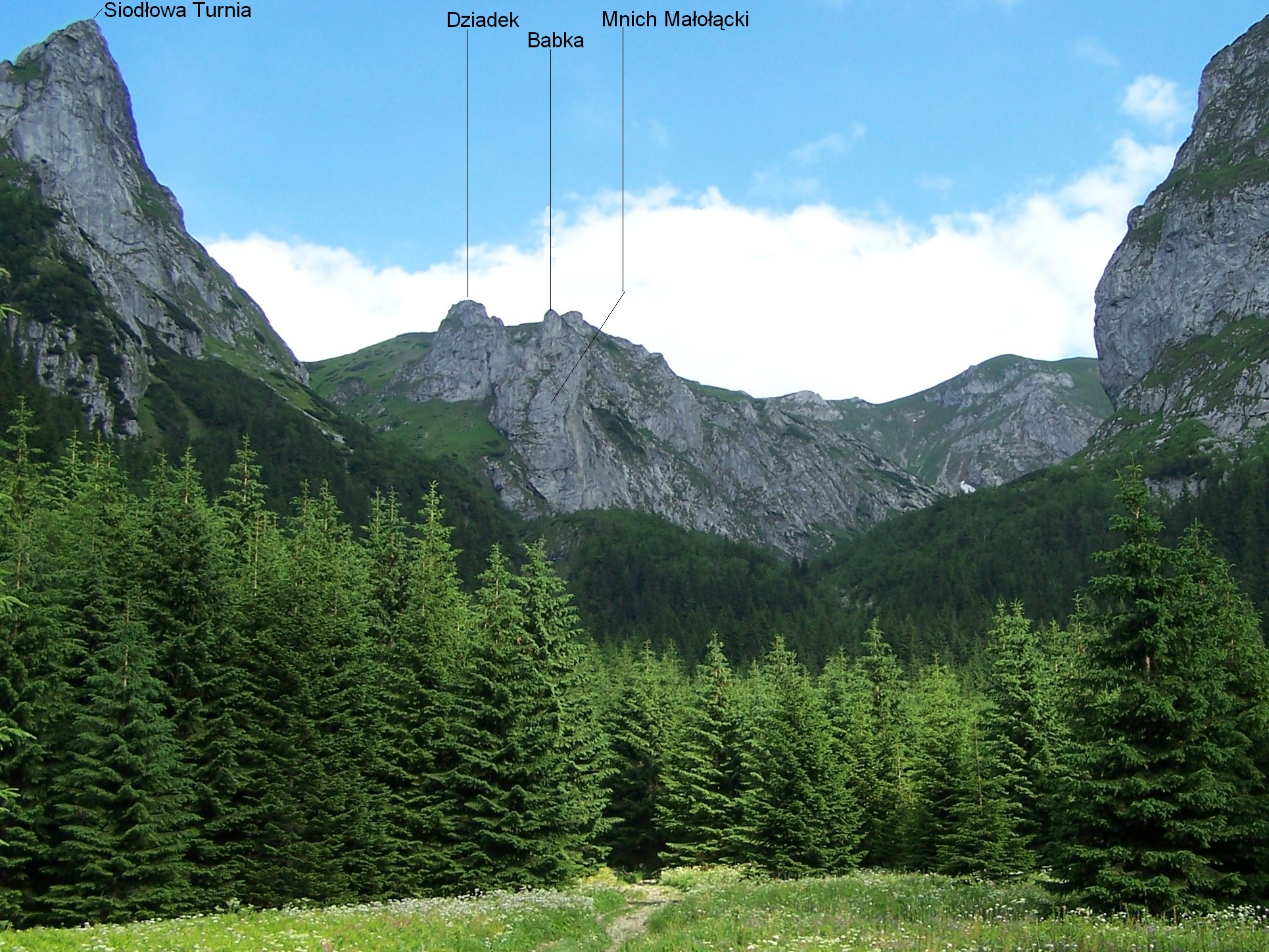
Mnichowe Turnie. Jaskinia znajduje się na prawo od Mnicha Małołąckiego

Mokry Schron (JM3) – jaskinia, a właściwie schronisko, w Dolinie Małej Łąki w Tatrach Zachodnich. Wejście do niej znajduje się w Niżniej Świstówce, w zachodnim zboczu Mnichowych Turni, na wysokości 1530 metrów n.p.m. Długość jaskini wynosi 6 metrów, a jej deniwelacja 2,5 metrów.

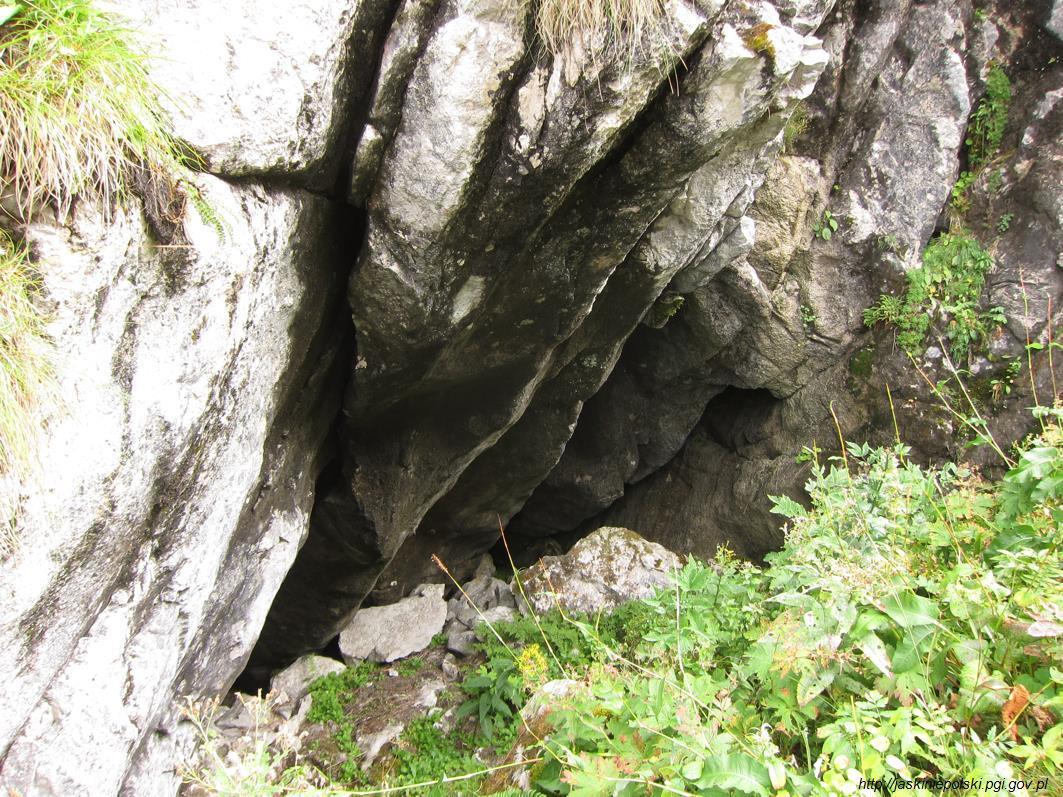
Otwór jaskini

## Opis jaskini
Jaskinię stanowi sala ze stromo opadającym dnem, do której prowadzi obszerny otwór wejściowy z okapem.

## Przyroda
W jaskini brak jest nacieków. Odwiedzają ją nietoperze. Na ścianach rosną mchy, glony, porosty oraz rośliny zielone.

## Historia odkryć
Jaskinia była znana od dawna. Pierwszy jej plan i opis sporządziła I. Luty przy pomocy M. Lasoty w 1978 roku.